# Lista telefonów marki Alcatel
Lista telefonów marki Alcatel – lista wyprodukowanych telefonów komórkowych przez firmę Alcatel. Modele wyprodukowane pod marką Alcatel.

## 2009
| model    | wymiary (mm)     | masa | maksymalny czas czuwania maksymalny czas rozmów | pasmo                                        | pamięć | aparat cyfrowy | dodatkowe informacje | źródło |
| -------- | ---------------- | ---- | ----------------------------------------------- | -------------------------------------------- | ------ | -------------- | -------------------- | ------ |
| 708 mini | 96 x 52,4 x 14,6 | 82g  | 450 godz./ ?                                    | GSM 850/900/1800/1900 UMTS 850/900/1900/2100 | 10 MB  | 1,3 Mpx        |                      | [ 1 ]  |

## 2011
| model | wymiary (mm)      | masa  | maksymalny czas czuwania maksymalny czas rozmów | procesor        | pamięć           | aparat cyfrowy | dodatkowe informacje | źródło |
| ----- | ----------------- | ----- | ----------------------------------------------- | --------------- | ---------------- | -------------- | -------------------- | ------ |
| 810   | 70 x 70 x 16,8    | 93.8  | ?                                               | ?               | 50 MB            | 2 Mpx          | QWERTY               | [ 2 ]  |
| 918   | 112 x 58,6 x 12,1 | 123 g | 430 godz./ ?                                    | Mediatek MT6573 | 512MB 256 MB RAM | 3 Mpx          | -                    | [ 3 ]  |

### 2012
| model | wymiary (mm)    | masa    | maksymalny czas czuwania maksymalny czas rozmów | procesor        | pamięć           | aparat cyfrowy | dodatkowe informacje | źródło |
| ----- | --------------- | ------- | ----------------------------------------------- | --------------- | ---------------- | -------------- | -------------------- | ------ |
| 991   | 122 x 68 x 10,8 | 131,3 g | 400 godz./ ?                                    | Mediatek MT6573 | 150MB 256 MB RAM | 3 Mpx          | One Touch 991, 991D  | [ 4 ]  |

### 2013
| model          | wymiary (mm)        | masa  | maksymalny czas czuwania maksymalny czas rozmów | procesor        | pamięć           | aparat cyfrowy | dodatkowe informacje                               | źródło |
| -------------- | ------------------- | ----- | ----------------------------------------------- | --------------- | ---------------- | -------------- | -------------------------------------------------- | ------ |
| S Pop          | 115 x 61,2 x 12,2   | 122 g | 350 godz./ 254 godz.                            | Mediatek MT6575 | 4GB 512 MB RAM   | 3 Mpx          | 4030D                                              | [ 5 ]  |
| Star           | 117,9 x 60,8 x 9,7  | 119.5 | 300 godz./ 280 godz.                            | Mediatek MT6577 | 4GB 512 MB RAM   | 5 Mpx          | 6010D, OT-6010D                                    | [ 6 ]  |
| Idol Ultra     | 134,4 x 68,5 x 6,5  | 115   | 400 godz./ 400 godz.                            | Mediatek MT6577 | 16GB 1 GB RAM    | 8 Mpx          | 6033X, OT-6033X                                    | [ 7 ]  |
| Idol           | 133 x 67,5 x 7,9    | 109   | 415godz./ 410 godz.                             | Mediatek MT6577 | 4GB 1 GB RAM     | 8 Mpx          | 6030D, Idol Dual                                   | [ 8 ]  |
| M Pop          | 121,5 x 64 x 11,8   | 136,5 | 410godz./ 400 godz.                             | Mediatek MT6575 | 4GB 512 MB RAM   | 5 Mpx          | 5030D, 5020D                                       | [ 9 ]  |
| Fire           | 115 x 62,3 x 12,2   | 108   | 280 godz./ 220 godz.                            | Snapdragon S1   | 160MB 256MB ram  | 3 Mpx          | ?                                                  | [ 10 ] |
| Tribe 3040     | 109 x 60,5 x 12,1   | 98    | ? godz./ 560 godz.                              | ?               | 10 MB 130 MB ram | 2 Mpx          | ?                                                  | [ 11 ] |
| 232            | 108,5 x 46,4 x 13,5 | 60    | ?                                               | ?               | ?                | -              | ?                                                  | [ 12 ] |
| 1013           | 46 x 106 x 13       | 60    | ?                                               | ?               | ?                | ?              | ?                                                  | [ 13 ] |
| 1035           | 93 x 45 x 16,5      | 75    | ?                                               | Mediatek MT6260 | 30 Mb 10MB ram   | -              | -                                                  | [ 14 ] |
| Scribe HD      | 144 x 75 x 8,5      | 135   | 500 godz./ 250 godz.                            | Mediatek MT6589 | 4GB 1 GB RAM     | 8 Mpx          | ?                                                  | [ 15 ] |
| 2001           | 112 x 61,5 x 12,8   | 89    | 500 godz                                        | Mediatek MT6250 | 4GB 1 GB RAM     | 2 Mpx          | senior                                             | [ 16 ] |
| Idol Mini Dual | 62 x 127,1 x 7,9    | 96    | 450 godz / 540 godz                             | Mediatek MT6572 | 8GB 512 MB RAM   | 5 Mpx          | OT-6012D, 6012D, OT-6012E, 6012E                   | [ 17 ] |
| Idol Mini      | 62 x 127,1 x 7,9    | 96    | 450 godz / 540 godz                             | Mediatek MT6572 | 8GB 512 MB RAM   | 5 Mpx          | 6012X, OT-6012X, 6012Am, OT-6012A, 6012W, OT-6012W | [ 18 ] |
| Pop C5         | 131,5 x 67,9 x 11,5 | 157   | 400 godz / 392 godz                             | Mediatek MT6572 | 4GB 512 MB RAM   | 5 Mpx          | 5036D, OT-5036D                                    | [ 19 ] |

### 2014
| model         | wymiary (mm)       | masa  | maksymalny czas czuwania maksymalny czas rozmów | procesor        | pamięć           | aparat cyfrowy | alternatywna nazwa                                                                                   | źródło |
| ------------- | ------------------ | ----- | ----------------------------------------------- | --------------- | ---------------- | -------------- | --- | ------ |
| 2012          | 107 x 53,7 x 14    | 98    | ?                                               | Mediatek MT6260 | 20 MB, 20 MB RAM | 3 Mpx          | 2012D, 2012 Dual                                                                                     | [ 20 ] |
| 2010          | 106 x 52,5 x 13,6  | 95    | 450 godz                                        | ?               | 130MB            | 2 Mpx          | 2010x                                                                                                | [ 21 ] |
| 2005          | 120 x 50 x 10      | 85    | 450 godz                                        | ?               | 130 Mb           | 2 Mpx          | 2005D                                                                                                | [ 22 ] |
| Hero          | 158,5 x 80,6 x 8,5 | 177.6 | 600 godz / 400 godz                             | Mediatek MT6589 | 8GB 2 GB RAM     | 13 Mpx         | 8020, OT-8020, 8020A, OT-8020A, 8020Y, OT-8020Y, 8020D, OT-8020D, 8020E, OT-8020E                    | [ 23 ] |
| Pop C3        | 122 x 64,4 x 12    | 110   | 510godz / 410 godz                              | Mediatek MT6572 | 4GB 512 MB RAM   | 3 Mpx          | 4033A, OT-4033A, 4033D, OT-4033D, 4033E, OT-4033E, 4033X, OT-4033X                                   | [ 24 ] |
| Pop C7        | 141 x 71,8 x 9,9   | 162   | 650 godz / 600 godz                             | Mediatek MT6582 | 4GB 512 MB RAM   | 5 Mpx          | 7040A, OT-7040A, 7040D, OT-7040D, 7041D, OT-7041D, 7040E, OT-7040E, 7040F, OT-7040F, 7041X, OT-7041X | [ 25 ] |
| Fire C        | 112,2 x 62 x 12    | 100   | 433 godz / 325 godz                             | Snapdragon 200  | 4GB 512 MB RAM   | 2 Mpx          | 4019A, OT-4019A, 4019M, OT-4019M, 4019X, OT-4019X                                                    | [ 26 ] |
| Pop S3        | 123 x 64,4 x 9,9   | 130   | 400 godz                                        | Snapdragon 400  | 4GB 1 GB RAM     | 5 Mpx          | 5050A, OT-5050A, 5050Y, OT-5050Y, 5050S, OT-5050S                                                    | [ 27 ] |
| Pop C9        | 151 x 77,5 x 9,5   | 189   | 560 godz. / 550 godz.                           | Mediatek MT6582 | 4GB 1 GB RAM     | 8 Mpx          | 7047A, OT-7047A, 7047D, OT-7047D                                                                     | [ 28 ] |
| Idol Alpha    | 138 x 66,6 x 7,5   | 117.4 | 720 godz / 360 godz                             | Mediatek MT6589 | 16GB 1 GB RAM    | 13 Mpx         | 6032A, OT-6032A, 6032X, OT-6032X                                                                     | [ 29 ] |
| Idol 2 S      | 136,5 x 69,7 x 7,5 | 126   | 560 godz. / 550 godz.                           | Snapdragon 400  | 8GB 1 GB RAM     | 8 Mpx          | 6050A, OT-6050A, 6050F, OT-6050F, 6050Y, OT-6050Y                                                    | [ 30 ] |
| Idol 2 Mini S | 129,5 x 63,5 x 8,5 | 116   | 400 godz / 400 godz                             | Snapdragon 400  | 4GB 1 GB RAM     | 8 Mpx          | 6036A, OT-6036A, 6036X, OT-6036X, 6036Y, OT-6036Y                                                    | [ 31 ] |
| Pop C2        | 122 x 64,4 x 12    | 116   | 510 godz. / 400 godz                            | Mediatek MT6572 | 4GB 1 GB RAM     | 3 Mpx          | 4032A, OT-4032A, 4032D, OT-4032D, 4032E, OT-4032E, 4032X, OT-4032X                                   | [ 32 ] |
| Fire E        | 129 x 63,5 x 8,2   | 103   | 450 godz. / 400 godz.                           | Snapdragon 200  | 4GB 512 MB RAM   | 5 Mpx          | 6015A, OT-6015A, 6015X, OT-6015X                                                                     | [ 33 ] |
| Hero 2        | 160,5 x 81,6 x 7,9 | 175   | 500 godz. / 380 godz.                           | Mediatek MT8392 | 16GB 2 GB RAM    | 13 Mpx         | B8030B, B8030Y                                                                                       | [ 34 ] |

### 2015
| model        | wymiary (mm)        | masa | maksymalny czas czuwania maksymalny czas rozmów | procesor          | pamięć            | aparat cyfrowy | alternatywna nazwa                                                                 | źródło |
| ------------ | ------------------- | ---- | ----------------------------------------------- | ----------------- | ----------------- | -------------- | ---------------------------------------------------------------------------------- | ------ |
| 1016         | 108,5 x 45 x 12,6   | 63   | 160 godz.                                       | Spreadtrum SC6xxx | 10 MB, 10 MB RAM  | -              | 1016D, 1016 Dual                                                                   | [ 35 ] |
| 2007         | 119 x 50 x 9,8      | 72   | ?                                               | Mediatek MT6260   | 20 MB, 10 MB RAM  | 3 Mpx          | 2007D, 2007 Dual                                                                   | [ 36 ] |
| 2004C        | 112 x 61,5 x 12,8   | 89   | ?                                               | ?                 | ?                 | ?              | Alcatel 20.04 C                                                                    | [ 37 ] |
| 2004G        | 112 x 61,5 x 12,8   | 89   | ?                                               | ?                 | ?                 | 2 Mpx          | Alcatel 20.04 G                                                                    | [ 38 ] |
| Pixi 3 (3.5) | 62 x 112,2 x 11,9   | 100  | 381 godz / ?                                    | Mediatek MT6572   | 512 MB 512 Mb RAM | 2 Mpx          | 4008A, 4009A, 4009D, 4009E, 4009F, 4009M, 4009X, 4022D, 4022X, 4023A, 4023D, 4023X | [ 39 ] |
| Idol 3 (5.5) | 152,7 x 75,1 x 7,4  | 141  | ?                                               | Snapdragon 615    | 16 GB 2 Gb RAM    | 13 Mpx         | 6045B, 6045I, 6045K, 6045Y                                                         | [ 40 ] |
| Idol 3 (4.7) | 134,6 x 65,9 x 7,6  | 110  | 500 godz. / 500 godz.                           | Snapdragon 410    | 8 GB 1,5 Gb RAM   | 13 Mpx         | 6039H, OT-6039H, 6039K, OT-6039K, 6039S, OT-6039S, 6039Y, OT-6039Y                 | [ 41 ] |
| Pop Up       | 143 x 71,9 x 8,2    | 132  | ?                                               | Snapdragon 610    | 16 GB 2 Gb RAM    | 13 Mpx         | -                                                                                  | [ 42 ] |
| Pixi First   | 122,1 x 64,4 x 9,7  | 125  | ? / 300 godz.                                   | Spreadtrum SC7xxx | 4 GB 512 MB RAM   | 5 Mpx          | Pixi 1st, 4024D                                                                    | [ 43 ] |
| Pop 3 (5) 4G | 141 x 71,5 x 9,9    | 167  | ?                                               | Snapdragon 210    | 8 GB 1 Gb RAM     | 5 Mpx          | 5065D, 5065X, 5065A/J, 5065W, 5065T                                                | [ 44 ] |
| Pop 3 (5) 3G | 71,4 x 140,7 x 9,99 | 162  | ?                                               | Mediatek MT6580   | 8 GB 1 Gb RAM     | 5 Mpx          | 5015A, 5015D, 5015E, 5015X, 5016A, 5016J                                           | [ 45 ] |
| Go Play      | 143,3 x 73,3 x 9,2  | 151  | ? / 500 godz.                                   | Snapdragon 410    | 8 GB 1 Gb RAM     | 8 Mpx          | 7048X                                                                              | [ 46 ] |

### 2016
| model          | wymiary (mm)         | masa | maksymalny czas czuwania maksymalny czas rozmów | procesor                  | pamięć          | aparat cyfrowy | alternatywna nazwa                                 | źródło |
| -------------- | -------------------- | ---- | ----------------------------------------------- | ------------------------- | --------------- | -------------- | -------------------------------------------------- | ------ |
| Pop 3 (5.5) 4G | 77,84 x 151,9 x 9,45 | 174  | ? ?                                             | Snapdragon 210            | 8 GB 1 Gb RAM   | 13 Mpx         | 5054A, 5054D, 5054T, 5054X                         | [ 47 ] |
| Pop 3 (5.5) 3G | 77,8 x 151 x 8,95    | 170  | ?                                               | Mediatek MT6580           | 8 GB 1 Gb RAM   | 13 Mpx         | 5025D, 5025E, 5025G, 5025N, 5025X                  | [ 48 ] |
| Idol 4         | 72,5 x 147 x 7,1     | 135  | ?                                               | Snapdragon 617            | 16 GB 2 Gb RAM  | 13 Mpx         | 6055B, 6055H, 6055I, 6055K, 6055Y                  | [ 49 ] |
| Pixi 4 (4)     | 64,4 x 121,3 x 9,7   | 110  | ?                                               | Mediatek MT6580           | 4 GB 512 MB RAM | 5 Mpx          | Pixi 4 (4) Dual                                    | [ 50 ] |
| Pixi 4 (5)     | 72,5 x 140,7 x 9,5   | 169  | ?                                               | Mediatek MT6735           | 8 GB 1 Gb RAM   | 8 Mpx          | 5045D, 5045X, Pixi 4 (5) Dual                      | [ 51 ] |
| Pixi 4 (6) 3G  | 168,5 x 86,4 x 8     | 179  | ?                                               | Mediatek MT8321           | 8 GB 1 Gb RAM   | 13 Mpx         | -                                                  | [ 52 ] |
| Pixi 4 (6) 4G  | 165 x 83,8 x 8,3     | 186  | 650 godz. / 650 godz                            | Snapdragon 210            | 8 GB 1 Gb RAM   | 8 Mpx          | 9001A, 9001X                                       | [ 53 ] |
| Idol 4S        | 75,4 x 153,9 x 6,99  | 149  | 420 godz. /420 godz.                            | Snapdragon 652            | 32 GB 3 Gb RAM  | 8 Mpx          | 6070K, 6070O, 6070Y                                | [ 54 ] |
| Pop 4S         | 76,8 x 152 x 7,99    | 145  | 500 godz. /480 godz.                            | Mediatek MT6755 Helio P10 | 16 GB 2 Gb RAM  | 13 Mpx         | 5095B, 5095I, 5095K, 5095Y                         | [ 55 ] |
| Pop 4          | 71,4 x 140,7 x 7,99  | 134  | 500 godz. /480 godz.                            | Snapdragon 210            | 8 GB 1 Gb RAM   | 13 Mpx         | POP 4 (5), 5051D, 5051J, 5051M, 5051X, POP 4 (5.0) | [ 56 ] |
| Pop 4+         | 77 x 151 x 7,99      | 150  | 420 godz. /420 godz.                            | Snapdragon 210            | 8 GB 1 Gb RAM   | 13 Mpx         | 5056D, 5056E, 5056T                                | [ 57 ] |
| Shine Lite     | 141,5 x 71,2 x 7,5   | 156  | ?                                               | Mediatek MT6737           | 16 GB 2 Gb RAM  | 13 Mpx         | 5080X                                              | [ 58 ] |

### 2017
| model     | wymiary (mm)        | masa | maksymalny czas czuwania maksymalny czas rozmów | procesor                  | pamięć           | aparat cyfrowy | alternatywna nazwa | źródło |
| --------- | ------------------- | ---- | ----------------------------------------------- | ------------------------- | ---------------- | -------------- | ------------------ | ------ |
| Pop 4 (6) | 160,9 x 81,5 x 7,95 | 169  | ? ?                                             | Mediatek MT6755 Helio P10 | 16 GB 2 Gb RAM   | 13 Mpx         | 7070X              | [ 59 ] |
| U5        | 140,7 x 71,8 x 10   | ?    | 200 godz. / 200 godz.                           | Mediatek MT6737           | 8 GB 1 Gb RAM    | 5 Mpx          | -                  | [ 60 ] |
| A3        | 142 x 70,5 x 8,6    | ?    | 250 godz. / 250 godz.                           | Mediatek MT6737           | 16 GB 1,5 Gb RAM | 13 Mpx         | 5046Y              | [ 61 ] |
| A5 LED    | 146 x 72.1 x 7,7    | ?    | ?                                               | Mediatek MT6753           | 16 GB 2 Gb RAM   | 8 Mpx          | 5085D, 5085Y       | [ 62 ] |
| A7        | 152.7 x 76.5 x 9    | 164  | 667 godz. / 18 godz.                            | Mediatek MT6750T          | 32 GB 3 Gb RAM   | 16 Mpx         | -                  | [ 63 ] |